# Al-Qasas
Al-Qasas (arabisch القصص, DMG al-Qaṣaṣ ‚Die Geschichten‘; ‚Die Erzählungen‘) ist die 28. Sure des Korans, sie enthält 88 Verse. Der Titel ist dem 25. Vers der Sure entnommen. Der größte Teil der Sure wurde in Mekka offenbart, mit Ausnahme des Verses 85, der auf die Zeit der Auswanderung von Mekka nach Medina datiert wird, und der Verse 52–55, die erst in Medina entstanden sein sollen. 
Inhaltlich konzentriert sich die Sure auf Berichte über das Leben von Moses. Erwähnt wird seine Kindheit am Hofe des Pharao, seine Flucht nach Midian (arabisch مَدْيَن madyan), nachdem er im Streit einen Mann erschlagen hatte, sowie seine Auseinandersetzung mit dem reichen und hochmütigen Qārūn, der in der Bibel Korach genannt wird. Zudem enthält die Sure erbauliche Betrachtungen sowie Ermahnungen an die Adresse der Ungläubigen, die sich weigern, die Botschaft des Korans anzunehmen.